# Ilhas Virgens Americanas nos Jogos Olímpicos de Verão de 2024
Ilhas Virgens Americanas participaram dos Jogos Olímpicos de Verão de 2024, realizados em Paris, na França. Foi a 14.ª aparição do território nos Jogos Olímpicos de Verão desde a estreia na Cidade do México 1968.
Foi representado por cinco atletas que competiram em quatro esportes, mas nenhum conquistou medalhas.

## Competidores
Esta foi a participação por modalidade nesta edição:
| Esporte       | Masculino | Feminino | Total |
| ------------- | --------- | -------- | ----- |
| Atletismo     | 1         | 0        | 1     |
| Esgrima       | 1         | 0        | 1     |
| Natação       | 1         | 1        | 2     |
| Tiro com arco | 1         | 0        | 1     |
| Total         | 4         | 1        | 5     |

## Desempenho

### Atletismo
Masculino
Eventos de estrada
| Atleta         | Evento   | Final | Final | Ref.  |
| Atleta         | Evento   | Tempo | Pos.  | Ref.  |
| -------------- | -------- | ----- | ----- | ----- |
| Eduardo Garcia | Maratona | DNF   | DNF   | [ 5 ] |

### Esgrima
Masculino
| Atleta        | Evento  | Fase de 64           | Fase de 32           | Oitavas de final     | Quartas de final     | Semifinal            | Final                | Final       | Ref.  |
| Atleta        | Evento  | Adversário Resultado | Adversário Resultado | Adversário Resultado | Adversário Resultado | Adversário Resultado | Adversário Resultado | Pos.        | Ref.  |
| ------------- | ------- | -------------------- | -------------------- | -------------------- | -------------------- | -------------------- | -------------------- | ----------- | ----- |
| Kruz Schembri | Florete | CAN B Broszus D 8–15 | Não avançou          | Não avançou          | Não avançou          | Não avançou          | Não avançou          | Não avançou | [ 6 ] |

### Natação
Masculino
| Atleta             | Evento       | Eliminatórias | Eliminatórias | Semifinal   | Semifinal   | Final       | Final       | Ref.  |
| Atleta             | Evento       | Tempo         | Pos.          | Tempo       | Pos.        | Tempo       | Pos.        | Ref.  |
| ------------------ | ------------ | ------------- | ------------- | ----------- | ----------- | ----------- | ----------- | ----- |
| Maximillian Wilson | 100 m costas | 54.49         | 27            | Não avançou | Não avançou | Não avançou | Não avançou | [ 7 ] |

Feminino
| Atleta          | Evento      | Eliminatórias | Eliminatórias | Semifinal | Semifinal | Final       | Final       | Ref.  |
| Atleta          | Evento      | Tempo         | Pos.          | Tempo     | Pos.      | Tempo       | Pos.        | Ref.  |
| --------------- | ----------- | ------------- | ------------- | --------- | --------- | ----------- | ----------- | ----- |
| Natalia Kuipers | 400 m livre | 4:33.46       | 20            | —         | —         | Não avançou | Não avançou | [ 8 ] |

### Tiro com arco
Masculino
| Atleta           | Evento     | Ranqueamento | Ranqueamento | Fase de 64           | Fase de 32           | Oitavas              | Quartas              | Semifinal            | Final / DB           | Final / DB  | Ref.  |
| Atleta           | Evento     | Total        | Pos.         | Adversário Resultado | Adversário Resultado | Adversário Resultado | Adversário Resultado | Adversário Resultado | Adversário Resultado | Pos.        | Ref.  |
| ---------------- | ---------- | ------------ | ------------ | -------------------- | -------------------- | -------------------- | -------------------- | -------------------- | -------------------- | ----------- | ----- |
| Nicholas D'Amour | Individual | 673          | 16           | JPN F Saito D 4–6    | Não avançou          | Não avançou          | Não avançou          | Não avançou          | Não avançou          | Não avançou | [ 9 ] |